# Верхняя Речка (приток Красивки)
Верхняя Речка — река в России, протекает в Пичаевском районе Тамбовской области. Правый приток реки Красивки.

## География
Верхняя Речка берёт начало юго-западнее посёлка Первомайский. Течёт в юго-восточном направлении. На реке образован пруд. Устье реки находится у села Питим в 1,6 км по правому берегу реки Красивки. Длина реки составляет 11 км.

## Данные водного реестра
По данным государственного водного реестра России относится к Окскому бассейновому округу, водохозяйственный участок реки — Цна от города Тамбов и до устья, речной подбассейн реки — Мокша. Речной бассейн реки — Ока.
Код объекта в государственном водном реестре — 09010200312110000029263.